# پاترهنوورت
پاترهنوورت (به انگلیسی: Potterhanworth) یک روستا و محله مدنی در بریتانیا است که در North Kesteven واقع شده‌است. پاترهنوورت ۸۳۹ نفر جمعیت دارد.